# Aphis conflicta
Aphis conflicta är en insektsart som beskrevs av Nieto Nafría, Ortego och Mier Durante 2008. Aphis conflicta ingår i släktet Aphis och familjen långrörsbladlöss. Inga underarter finns listade i Catalogue of Life.